# Rovensko (okres Šumperk)
Obec Rovensko (německy Rowenz) se nachází v okrese Šumperk v Olomouckém kraji. Žije zde 821 obyvatel.

## Historie
Založení obce Rovensko se datuje pravděpodobně ve druhé polovině 14. století. První písemná zmínka o obci pochází z roku 1373, kdy tehdejší majitel panství Zdeněk ze Šternberka dal roku 1373 do zemských desek své nevlastní matce Machně z Běliny platy berní některých vesnic. Rovensko bylo vždy typickou zemědělskou obcí. Chudší vrstvy pracovaly u místních sedláků a v panském dvoře, který tu stával již v 15. století. Určité ulehčení života znamenalo zrušení nevolnictví císařem Josefem II. a v roce 1848 zrušení roboty. Rovensko se začalo zvětšovat počtem domů, ale počet lidí se neměnil, počet obyvatel se pohyboval kolem 700 občanů. První škola zde stávala od roku 1800, vyučoval zde rodák Antonín Hrubý.
Dne 18. června roku 2016 zde byl den mikroregionu Zábřežsko.

## Pamětihodnosti
V katastru obce jsou evidovány tyto kulturní památky:
- Boží muka – trojboká pilířová boží muka z 1. poloviny 19. století
- Rolnická usedlost čp. 7 – lidová architektura z roku 1856 se zachovanou původní dispozicí a průčelím zdobeným maltovým štukem
- Rolnická usedlost čp. 44 – lidová architektura z roku 1843 s náspí, se zachovanou původní dispozicí a průčelím zdobeným maltovým štukem.
- Kaple Narození Panny Marie z roku 1858

## Symboly obce
Pečetním znamením Rovenska byl rak, opis kapitálou - OBEZNI. PECZET. ROWENSKA. (srov.: Vlastivěda šumperského okresu, Šumperk 1994, s. 416). Toto staré pečetní znamení respektoval také autor návrhů rovenských obecních symbolů, pro nezbytné odlišení od jiných znaků s rakem je však spojil s figurou koruny, prezentující místní mariánskou svatyni. Rak je navržen v tradiční červené barvě, kombinace červené a zlaté připomíná významné a dlouhodobé majitele zábřežského panství, knížata z Lichtenštejna (1622-1848).